# V411 Возничего
V411 Возничего (лат. V411 Aurigae), HD 32447, HD 282867 — двойная звезда в созвездии Возничего на расстоянии приблизительно 2269 световых лет (около 696 парсеков) от Солнца. Видимая звёздная величина звезды — от +8,35m до +8,24m.

## Характеристики
Первый компонент — оранжево-красный гигант, пульсирующая медленная неправильная переменная звезда (LB:) спектрального класса M0, или M3, или K, или K7. Масса — около 3,589 солнечных, радиус — около 76,59 солнечных, светимость — около 1005,657 солнечных. Эффективная температура — около 3714 K.
Второй компонент — коричневый карлик. Масса — около 44,27 юпитерианских. Удалён на 2,29 а.е..